# Adoni
Adoni és una municipalitat i centre comercial del districte de Kurnool a Andhra Pradesh, Índia. La seva població el 2005 és de 164.000 habitants (22.441 habitants el 1881, 30.416 el 1901, i 155.969 el 2001).

## Història
Sota domini britànic fou un taluk del districte de Bellary a la presidència de Madras amb una superfície de 2038 km². La població del taluk el 1881 era de 122.085 habitants, 160.795 el 1891 i 178.784 el 1901, repartits en tres ciutats (Adoni, Yemmiganur i Kosigi) i 191 pobles; el 14% de la població eren musulmans. Els nuclis principals eren Adoni, Kosgi, Kavutal, Nagaldinna, i Emmiganiir i sis altres tenien certa importància: Hatchalli, Halhervi, Kotakal, Gudikal, Hissarmurvani, i Nandavaram. A Adoni residia el governador (tahsildar). Junt amb el taluk d'Alur formava una subdivisió del districte. Un terç dels habitants del taluk van morir en la fam del 1876-1877.
La ciutat té un fort en ruïnes situat sobre cinc turons de granit al nord-oest; dos dels turons, Barakila i Talibunda, superen el 200 metres.
La ciutat va tenir un paper important en les guerres del Dècan. Hauria estat fundada el 1200 aC per Chandra Sen en el regnat de Bhim Singh, governant de Bidar.
Posteriorment el segle xiv va formar part de Vijayanagar. Aquesta dinastia va desaparèixer després de la batalla de Talikot el 1565.
Va esdevenir fortalesa dels adilshàhides del Sultanat de Bijapur i Golconda (1568) amb el nom d'Adavani modificat a Adoni. Governadors destacats foren Malik Rahman Khan (1604-1631)i Sidi Masud Khan (1662-1687) constructor de la mesquita de Jaya Majid amb materials de temples hindús que va destruir.
El 1686 fou atacada per primer cop pels generals mogols d'Aurangzeb; com que Masud Khan no es volia rendir, els general mogol va amenaçar de bombardejar la mesquita, a la que el governador tenia molta estimació, i llavors es va rendir (1687) i va formar part del govern de Bijapur.
Amb la decadència de l'Imperi mogol va passar al nizam i el territori va esdevenir un feu d'una branca jove de la família.
El 1748 governava Muzaffar Jang a la mort del qual el 1752 va passar al seu fill; el 1757 va passar com a jagir a Basalat Jang, germà del subahdar o nizam del Dècan, que la va convertir en capital i es va voler fer independent. Haidar Ali de Mysore la va atacar tres vegades durant el govern de Basalat, i tot i que el 1778 va derrotar els marathes sota les seves muralles, i el 1779 va assolar la regió, la ciutat va resistir. El 1782 Basalat Jang va morir (fou enterrat a un impressionant tomba a l'oest de la ciutat) i poc després també Haidar Ali. El 1786, Tipu Sultan, fill i successor d'Haidar Ali, després d'un setge d'un mes, la va ocupar i va arrasar el fort. Després de la pau (1792) fou restaurada al nizam fins al 1799 en què fou cedida als britànics.